# 宏威科技
宏威科技集团，簡稱宏威或宏威集团，创立于2000年，为一家致力于提供光盘设备和太阳能电池 设备生产和销售的全球供应商，总部设在香港，该集团于2004年11月4日在新加坡交易所主板上市（SGX: G5X（页面存档备份，存于））。宏威在全球拥有超过2千名员工，在中国设有自主研发中心和4个生产基地。
宏威利用垂直整合策略，于2007年将业务扩展至光盘生产行业，如DVDR；同时，宏威也是蓝光设备与蓝光光盘生产的供应商。由于宏威在光盘设备生产所掌握的薄膜和真空镀膜的核心技术，可应用于太阳能电池/模组生产及有机发光二极管显示器生产，该集团于2008年成功进军太阳能电池产业及从事有机发光二极管显示器生产技术研究与开发。
在2009年9月，宏威用自主研发的非晶硅太阳能电池设备生产出第一块太阳能电池板。宏威拥有的薄膜太阳能电池制造的核心技术包括等离子体增强化学气相沉积（PECVD）、溅镀、激光刻蚀及基板传输系统。
月中旬东莞宏威科技有限公司执行董事及财务总监被东莞公安带走调查后，宏威科技有限公司执行主席兼首席执行官范继良已经警方控制多日。原因可能是宏威虚报业绩，骗取当地政府至少4亿的资金。

## 发展历程
2000年，范继良及其他5位工程师共同出资10万美元创立宏威，并在中国建立第一个光存储媒体技术研发中心和制造工厂。主要为中国的只读CD和可录CD生产商提供光盘生产辅助系统和外围设备。
2002年，推出整套CD-R光盘生产线。推出第一套可录DVD染料旋涂辅助系统。2003年，
推出DVDR,CDR兼容生产系统。
2004年，在新加坡交易所主板上市，在中国东莞建立第二个设备制造基地，推出DVDR下游线辅助系统和双头DVDR生产系统。2005年至2006年，在德国、印度和美国建立分销中心，推出第三代HD-DVD预录类光盘生产系统。
2007年，成为全球唯一执行垂直整合发展战略的光盘设备生产商，在中国拥有光盘生产工厂，推出蓝光光盘生产系统。2008年，执行垂直整合战略进入太阳能电池生产领域。
2009年，在中国河南的工厂用自主研发的40兆瓦太阳能设备生产出第一块非晶硅薄膜太阳能电池。与美国一家公司签订供货协议，由宏威的子公司Sungen销售薄膜太阳能电池板给该公司位于美国加州的太阳能发电厂。
2010年2月19日，宏威公布其生产的电池组件经中国信息产业部的理化电源质量监督与测试中心检测，转化效率达到8.58%，该测试结果表明公司自主研发的太阳能电池设备所生产的电池板已达到国际水平。
宏威开始用自主研发的SunLite整厂生产方案量产薄膜电池组件，该生产方案初始产能为40兆瓦，计划在2010年年底前扩充至120兆瓦。宏威现已具备自主生产非晶硅叠层电池的能力。
2011年，在中國政府的政策扶持和资助下，宏威将扩大集团在河南省安阳市的太阳能电池板生产基地的产能，并将在广东省东莞市建立集团第二个硅薄膜太阳能电池板生产基地。
2012年，宏威执行垂直整合战略，进一步发展太阳能事业，从薄膜太阳能电池板生产商发展成为设计、采购和建设（EPC）承包商，为大型电站提供一体化的产品和服务，包括太阳能电池板产品、电站设计、物料采购和建设安装服务等。